# Kymijoki
Pour les articles homonymes, voir Kymi.

Le fleuve Kymi (en finnois : Kymijoki, en suédois : Kymmene älv) est un cours d'eau du sud-est de la Finlande.

## Géographie
Il prend sa source au lac Päijänne à une altitude de 78 mètres et coule ensuite vers la mer Baltique suivant un axe globalement nord-sud.

Il se divise en plusieurs branches formant un delta avant de rejoindre le golfe de Finlande.

## Environnement
Depuis la révolution industrielle, ce cours d'eau puissant, notamment au moment de la fonte des neiges a été très anthropisé.
- Il fournit l'énergie aux centrales hydroélectriques via douze barrages hydroélectriques (le premier datant de 1882)
- Son débit et cours ont été régulés par les barrages hydroélectriques, mais aussi par un canal et de nombreux seuils et barrages.
- Il fournit de l'eau et de l'énergie à de nombreuses usines de pâte à papier dans la région industrielle de la vallée de la Kymi.
- Ces usines ont aussi contribué à polluer le fleuve[1], qui est maintenant connu pour la contamination de ses sédiments par des polluants de type HAP et polychlorés (notamment à partir des biocides utilisés pour la conservation des pâtes à papier ou les produits de blanchiment des pâtes). On a montré que ces produits étaient pour certains fortement bioaccumulés par diverses espèces de poissons tout au long de la chaine alimentaire[1].
- la filière bois et d'autres industries ont aussi pollué l'environnement fluvial de cette région par des résidus de retardateurs de flamme (polybromés) concentrés par le réseau trophique jusque chez les oiseaux marins[2] et par un pesticide chlorophénolique peu dégradable (le Ky-5), source de dommages pour la faune et la flore [3]
- Des études ont aussi portée sur la lamproie de rivière qui a un cycle de vie partagé entre la mer Baltique et les cours d'eau dont ce fleuve[1]. 
Cette lamproie a un organisme relativement riche en lipides et passe ses quatre premières années enfouie dans la vase, ce qui la rend a priori vulnérable à la bioaccumulation de certains polluants organiques (hydrocarbures aromatiques polycycliques (HAP), et organochlorés notamment, dont dioxines et polychlorobiphényles (PCB) particulièrement présents dans les sédiments de ce fleuve et connus pour être liposolubles). 
Au début des années 2000, des chercheurs finlandais (biologistes et chimistes) de trois universités ont voulu mesurer le degré de contamination des larves qui vivent en filtrant l'eau durant leurs quatre premières années, enfouies dans le sédiment (lequel contient dans la partie aval du fleuve des métaux lourds ainsi que des organochlorés dont dioxines, furannes et polychlorobiphényles (PCB) et d'autres polluants organiques persistants (POP) qui font maintenant en Europe l'objet d'une « Stratégie communautaire (...) afin de protéger la santé humaine[4] et animale et l'environnement »[5],[6]). Des larves de trois catégories de tailles ont été prélevées et analysées, ainsi que des échantillons de vase. Au vu des résultats, les chercheurs ont souligné que les POPs bioaccumulés dans les larves de lamproie fluviatile sont une source possible de « danger toxique » sur le plan de la sécurité alimentaire pour l'alimentation humaine dans les Pays baltes. Ils sont aussi une menace pour le bon développement des lamproies et de leurs populations[1]. Ces chercheurs suggèrent qu'à la fois les larves et les adultes des lamproies devrait être mieux étudiés afin de mieux comprendre les impacts de leur contamination par les POP, par rapport à d'autres expériences faites sur l'impact des POP pour la santé humaine et sur d'autres espèces de la faune[1].